# Список пенитенциарных учреждений Казахстана
Список пенитенциарных учреждений Комитета уголовно-исполнительной системы МВД Республики Казахстан на 2024 год.

## Классификация и статистика
| в УК:                   | в УИК:                                                 | Число (2024) |
| ----------------------- | ------------------------------------------------------ | ------------ |
| колония-поселение       | минимальной безопасности                               | 16           |
| колония общего режима   | средней безопасности                                   | 27           |
| воспитательная колония  | средней безопасности для содержания несовершеннолетних | 1            |
| колония строгого режима | максимальной безопасности                              | 13           |
| колония особого режима  | чрезвычайной безопасности                              | 1            |
| тюрьма                  | полной безопасности                                    | 1            |
|                         | смешанной безопасности                                 | 3            |
| СИЗО                    | следственный изолятор                                  | 16           |
|                         | туберкулезная больница                                 | 1            |

1. смешанной — 18 (ранее — СИЗО)
2. минимальной (ранее — колонии-поселения)
3. средней (ранее — общий режим)
4. максимальной — 21 (ранее — строгий режим)
5. чрезвычайной — 5 (ранее — особый режим)
6. полной — 1 (ранее — тюрьма)[2][3][4][5]

## Список закрывшихся с 1991
Список закрытых 1991-2024 гг.
| Название и № учреждения                         | Тип учреждения                                                | Месторасположение                                          | Примечания | Год закрытия         |
| Костанайская область                            | Костанайская область                                          | Костанайская область                                       | Костанайская область | Костанайская область |
| ----------------------------------------------- | ------------------------------------------------------------- | ---------------------------------------------------------- | --- | -------------------- |
| учреждение УК-161/4                             | учреждение средней безопасности                               | Костанайской области, п. Кушмурун                          | Лимит наполнения: 751 человек. Образована в июле 1959 г. в п. Кушмурун Семиозерного района Кустанайской области как исправительно-трудовая колония № 33 (первоначально усиленный режим). | 2020                 |
| Мангистауская область                           |                                                               |                                                            | |                      |
| учреждение ГМ-172/5                             | учреждение максимальной безопасности                          | Мангистауская область, г. Жанаозен, п. Тенге.              | Лимит наполнения: 1200—1600 человек. Образован в 1971 году как ИТК-64 . | 2004                 |
| учреждение ГМ-172/1                             | учреждение максимальной безопасности                          | Мангистауская область, г. Актау                            | Лимит наполнения: 1200 человек. Образован в 1964 году как ИТК-23 . | 2016                 |
| Атырауская область                              |                                                               |                                                            | |                      |
| учреждение УГ-157/10                            | учреждение минимальной безопасности                           | г. Атырау                                                  | Лимит наполнения: 90 человек. Образован в 21.03.1997 году как колония посления. | 2016                 |
| Акмолинская область                             |                                                               |                                                            | |                      |
| учреждение ЕЦ-166/13                            | учреждение минимальной безопасности                           | Акмолинская область, Егиндыкольский район, п. Жолан        | Лимит наполнения: 180 человек. Образован в 2000 году | 2005                 |
| учреждение ЕЦ-166/20                            | учреждение минимальной безопасности                           | Акмолинская область, Есильский район, п. Красногорский     | Лимит наполнения: 180 человек. Образован в 1963 году | 2002                 |
| учреждение ЕЦ-166/21                            | учреждение минимальной безопасности                           | Акмолинская область, Енбекшильдерский район, п. Казгородок | Лимит наполнения: 180 человек. Образован в 2002 году | 2007                 |
| учреждение ЕЦ-166/26                            | учреждение средней безопасности                               | Акмолинская область, Жаркаинский район, п. Степной         | Лимит наполнения: 1520 человек. Образован в 2001 году | 2019                 |
| Актюбинская область                             |                                                               |                                                            | |                      |
| учреждение КА-168/5                             | учреждение максимальной безопасности                          | Актюбинская область, Мугалжарский район, г. Жем            | Лимит наполнения: 900 человек. Образован в 1999 году как тюрьма № 1 | 2019                 |
| учреждение КА-168/4                             | учреждение минимальной безопасности                           | г. Актобе                                                  | Лимит наполнения: 200 человек. Образован в 1998 году | 2016                 |
| г. Алматы, Алматинская область и область Жетісу |                                                               |                                                            | |                      |
| учреждение ЛА-155/1                             | учреждение смешаной безопасности                              | г. Алматы                                                  | Лимит наполнения: 1690 человек. Образован в 1896 году как СИЗО № 1 | 2018                 |
| учреждение ЛА-155/17                            | учреждение минимальной безопасности                           | г. Алматы, Бостандыкский район, п. Ерменсай                | Лимит наполнения: 250 человек. образован 18.04.1995 г. учреждение УЛ-154/3 | 2007                 |
| Карагандинская области и область Ұлытау         |                                                               |                                                            | |                      |
| учреждение АК-159/21                            | учреждение средней безопасности                               | Карагандинская область, г. Балхаш                          | Лимит наполнения: 1200 человек. Образован в 1956 году. | 2016                 |
| учреждение АК-159/22                            | учреждение максимальной безопасности                          | область Ұлытау, г. Каражал                                 | Лимит наполнения: 740 человек. Образован в 1961 году | 2016                 |
| Павлодарская область                            |                                                               |                                                            | |                      |
| учреждение АП-162/5                             | противотуберкулезная больница (для общего и строгого режимов) | г. Павлодар                                                | Лимит наполнения: 815 человек. Образован в 1965 году | 2014                 |
| область Абай                                    |                                                               |                                                            | |                      |
| учреждение УЛ-154/4                             | учреждение минимальной безопасности                           | область Абай, г. Семей, с. Приречное                       | сведений нет | 2007                 |
| учреждение ОВ-156/19                            | учреждение смешаной безопасности                              | область Абай, г. Семей                                     | Лимит наполнения: 97 человек. Образован в 1773 году как тюрьма № 2 г. Семипалатинск УВД Семипалатинской области, С 1995 года — СИЗО-2.                                                   | 2016                 |
| учреждение ОВ-156/17                            | учреждение средней безопасности                               | область Абай, Жарминский район, п. Шуак                    | Лимит наполнения: 50 человек. Образован 02.02.1996 году на базе бывшей войнской части.                                                                                                   | 2020                 |
| учреждение ОВ-156/18                            | учреждение средней безопасности                               | область Абай, Жарминский район, п. Шуак                    | Лимит наполнения: 50 человек. Образован 12.08.1995 году на базе бывшей войнской части.                                                                                                   | 2022                 |
| г. Астана                                       |                                                               |                                                            | |                      |
| учреждение ЕЦ-166/22                            | учреждение минимальной безопасности                           | г. Астана                                                  | Лимит наполнения: 100 человек. Образован в 1998 году как колония поселения для отбытия наказания осужденными, твердо вставшими на путь исправления.                                      | 2019                 |
| Восточно-Казахстанская область                  |                                                               |                                                            | |                      |
| учреждение ОВ-156/13                            | учреждение минимальной безопасности                           | ВКО, г. Усть-Каменогорск                                   | Лимит наполнения: 100 человек. Образована в 1997 году как колония поселения. | 2016                 |
| учреждение ОВ-156/12                            | учреждение минимальной безопасности                           | ВКО, Катон-Карагайский р-н                                 | сведений нет. | 2004                 |
| Жамбылская область                              |                                                               |                                                            | |                      |
| учреждение ЖД-158/6                             | учреждение минимальной безопасности                           | Жамбылская область, Жамбылский район, п. Шолдала           | Лимит наполнения: 100 человек. Образован в 1995 году как учебный центр | 2005                 |
| Северо-Казахстанская область                    |                                                               |                                                            | |                      |
| учреждение ЕС-164/4                             | Учреждение чрезвычайной безопасности                          | Северо-Казахстанская область, Есильский район, п. Горный   | Лимит наполнения: 460 человек. Учреждение ЕС-164/4 основано в октябре 1961 года (учреждение чрезвычайной безопасности), дислоцируется в 150 км от областного центра.                     | 2017                 |